# Antonio Tolomei
Antonio Tolomei (Padova, 23 agosto 1839 – Padova, 22 ottobre 1888) è stato un politico italiano, sindaco di Padova e Torreglia, e Deputato del Regno d'Italia.

## Biografia
Nato a Padova, figlio del senatore Gian Paolo Tolomei, visse a Loreggia i primi anni della sua vita. Successivamente fu eletto sindaco di Padova dal 1881 al 1885 e di Torreglia per 15 anni. Fu deputato del Regno d'Italia; era anche un giornalista, poeta e letterato. È morto a Padova il 22 ottobre 1888.